# Back to Mine: Röyksopp
Back to Mine: Röyksopp è il venticinquesimo volume della serie di remix album Back to Mine, prodotto e remixato dal gruppo musicale norvegese Röyksopp e pubblicato il 5 marzo 2007.

## Tracce
1. Born Under Punches (Talking Heads)
2. Sphinx (Harry Thumann)
3. One More Round (Kasso)
4. Ma Quale Idea (Pino D'Angiò)
5. Above And Beyond/Off Side (Edgar Winter, Ray Mang e Nathan D'troit)
6. Take A Chance (Mr Flagio)
7. Charleston/Meatball (Mike Oldfield, Emmanuel Splice, pseudonimo degli stessi Röyksopp)
8. That's Hot (Joey Negro edit) (Jesse)
9. Legs (Art of Noise)
10. 3am Give Me (I Level)
11. Dirty Talk (European Connection) (Klein & MBO)
12. It Ain't Easy (Supermax)
13. Could Heaven Ever Be Like This (Idri Muhammad)
14. Night People (New York club mix) (Guy Dalton)
15. Get Closer (Valerie Dore)
16. Can't Be Serious (Ginny)
17. I'm Never Gonna Let It (Funkadelic)
18. It's Been A Long Time (New Birth)